# Karl-Erik Palmér
Karl-Erik Palmér, també anomenat Calle Palmér, (Malmö, 17 d'abril de 1929 - Malmö, 2 de febrer de 2015) fou un futbolista suec de la dècada de 1950.

## Trajectòria
La major part de la seva trajectòria futbolística la passà al Malmö FF i a l'AC Legnano, amb una breu estada a la Juventus FC. Fou internacional amb Suècia, amb qui disputà cinc partits i marcà 3 gols al Mundial de 1950, on assolí la tercera posició.